# Schönsee

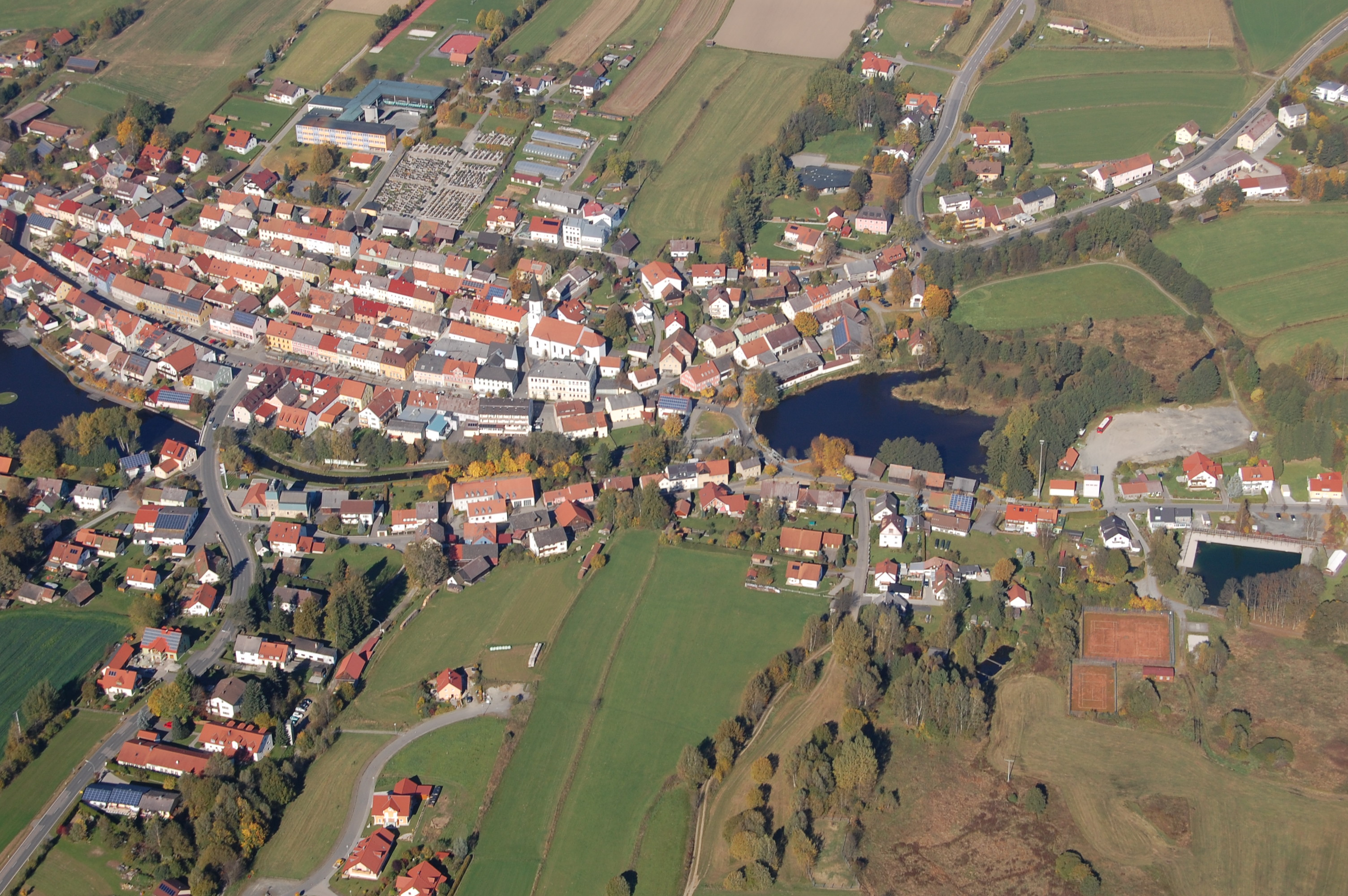
Schönsee (vedere aeriană)

Schönsee este un oraș din districtul Schwandorf, regiunea administrativă Palatinatul Superior, landul Bavaria, Germania.